# 新格魯多克區
新格魯多克區（羅馬化：Navahrudski rajon，羅馬化：Novogrudskiy rayon）白俄羅斯西北部格羅德諾州的一個區，行政中心为新格魯多克，面積1,668.01平方公里，2009年人口49,107，人口密度每平方公里29.45人。